# Сирищнишка Рудина
Сирищнишка Рудина е най-високият връх на Рудина планина. Надморската му височина е 1172 м. Принадлежи към Руйско-Верилската планинска редица в историко-географската област Краище. Върхът е част от планинските първенци на България.